# Đường Gia Tam Thiếu
Trương Uy (tiếng Trung: 张威; bính âm: Zhāng wēi, sinh ngày 10 tháng 1 năm 1981), là một tiểu thuyết gia, văn học mạng người Trung Quốc, được biết đến với bút danh Đường Gia Tam Thiếu (唐家三少). Anh viết tiểu thuyết thể loại huyền ảo, ngôn tình, một trong số tác phẩm nổi tiếng nhất của anh là Đấu La Đại Lục, bộ truyện đã được chuyển thể thành truyện tranh, phim truyền hình và trò chơi trực tuyến.
Trong năm 2012 đến 2017, anh là nhà văn mạng có thu nhập cao nhất Trung Quốc, với 122 triệu Nhân dân tệ vào năm 2017 và trong năm 2015 được liệt kê vào danh sách những người nổi tiếng Trung Quốc của Forbes.

## Sự nghiệp
Năm 1998, Trương Uy tốt nghiệp đại học, làm việc cho CCTV và bắt đầu tiếp xúc với các tiểu thuyết trực tuyến.
Năm 2003, anh trở trở thành một nhà văn hợp đồng với Qidian, một trang web văn học mạng hàng đầu Trung Quốc.
Vào tháng 2 năm 2004, Trương Uy bắt đầu sự nghiệp viết văn của mình và phát hành cuốn tiểu thuyết trực tuyến đầu tiên của mình là "Quang Chi Tử", trong khi đó anh đang làm việc tại một công ty IT nhỏ.
Năm 2005, anh phát hành tiểu thuyết các tiểu thuyết "Cuồng Thần", "Thiện Lương Tử Thần" và "Duy Ngã Độc Tiên", đây là khoảng thời sáng tác đồi dào, đạt kỷ lục nhất của Đường Gia Tam Thiếu.
Tháng 10 năm 2011, xuất bản 2 cuốn sách "Đấu La Đại Lục" và "Thiên Châu Biến".
Vào ngày 30 tháng 12 năm 2013, anh thành lập Tang Studio, đây là studio viết trực tuyến đầu tiên ở Trung Quốc, với mục đích mở ra một mô hình mới cho sự phát triển của ngành văn học trực tuyến.

## Đời sống cá nhân